# John Parker (1er comte de Morley)
Pour les articles homonymes, voir John Parker (homonymie) et Parker.
John Parker, 1er comte de Morley (3 mai 1772 – 14 mars 1840), connu sous le nom de 2e baron Boringdon de 1788 à 1815, est un pair et un homme politique britannique.

## Famille
Il est le fils unique de John Parker (1er baron Boringdon), de Boringdon Hall, Plympton, de Court House à North Molton, et de Saltram, tous dans le Devon, de sa deuxième épouse Theresa Robinson, fille de Thomas Robinson (1er baron Grantham). Sa mère meurt quand il a trois ans et son père quand il en a quinze. Son père a confié à l'architecte Robert Adam la tâche de compléter l'intérieur de Saltram House, reconstruite par son propre père John Parker pour en faire l'une des plus grandes maisons du Devon. La famille Parker s’est fait connaître au milieu du XVIe siècle en tant que bailli du manoir de North Molton, dans le Devon, dirigé par le baron Zouche de Haryngworth.
Il est formé localement à la Plympton Grammar School (en) (où a également étudié l'ami de son père, le peintre Sir Joshua Reynolds (1723-1792)), à deux pas de Saltram House et à la Christ Church d'Oxford .

## Carrière
Il siège à la Chambre des lords dès son 21e anniversaire, en 1793. Il est un membre actif de la Chambre des lords, soutenant initialement les politiques gouvernementales jusqu'à la mort de William Pitt le Jeune en 1806. Après sa mort, il soutient George Canning, avec qui il correspond pendant de nombreuses années sur des questions politiques. En 1815, il est créé vicomte Boringdon, de North Molton, dans le comté de Devon, et comte de Morley, dans le comté de Devon. Après la mort de Canning en 1827, il commence à soutenir les whigs et vote pour le Great Reform Act de 1832. En plus de son implication dans la politique nationale, Morley est également un grand bienfaiteur des travaux publics dans son comté natal du Devon et est membre de la Royal Society . Il ne fait que des ajouts mineurs au siège familial à Saltram, notamment au porche et à l'agrandissement de la bibliothèque, en 1818-1820 .

## Mariage et descendance
Morley s'est marié deux fois :
- En 1804, avec lady Augusta Fane, deuxième fille de John Fane (10e comte de Westmorland), dont il divorce en vertu d'une loi en 1809, à la suite de quoi elle se remarie avec Sir Arthur Paget[6],[4]. Par sa première femme il a un fils, qui est mort jeune :
  - Henry Villiers Parker, vicomte Boringdon (28 mai 1806 – 1er novembre 1817)
- En secondes noces, en 1809, il épouse Frances Talbot (1782 – 1857), fille unique de Thomas Talbot de Gonville et de Wymondham, dont il a un fils[7]
  - Edmund Parker (2e comte de Morley) (1810 – 1864), fils unique et héritier, lord d'honneur de la reine Victoria.

Lord Morley est mort à son siège de Saltram House en mars 1840, à l'âge de 67 ans. Son fils unique lui succède.